# 航空バイオ燃料
航空バイオ燃料（こうくうバイオねんりょう。英語: Bio-Aviation Fuel、略称BAF）とは、航空機を起動するために使われるバイオ燃料である。したがって、航空燃料としての要件を備えていなければならない。バイオジェット燃料、または、バイオ航空燃料とも呼ばれる。本稿では、これ以降、航空バイオ燃料の表記に統一する。

## 特徴

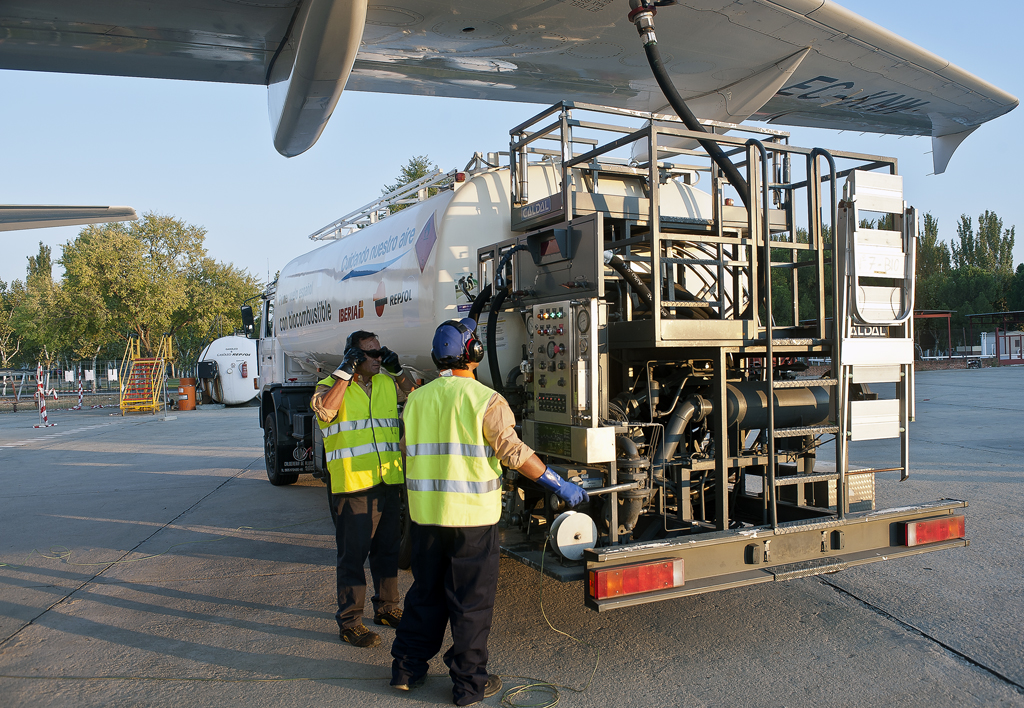
航空バイオ燃料タンク。

バイオ燃料とは、現生の植物や、ヒトの活動による廃棄物などのバイオマスを原料とした燃料全般である。それらの中で、航空機に用いるために製造された燃料が、航空バイオ燃料である。航空バイオ燃料は、ジャトロファ (Jatropha)、藻類、獣脂、パーム油、ババスオイル、カメリナ(bio-SPK）などの生物由来の物質を原料として製造される。他に、フィッシャー・トロプシュ法（FT-SPK）での熱分解を利用すれば、固体バイオマス燃料からも、製造できる。また、アルコール燃料は分子内に酸素が有るために、炭化水素でできた燃料と比べると発熱量の少なさが、航空燃料として使用する上での問題だったものの、Alcohol-To-Jet (ATJ：アルコールからジェットへ) と呼ばれる製法でも、航空バイオ燃料は製造され得る。なお、太陽熱装置を利用して、合成生物学を応用して航空バイオ燃料を製造する方法も有る。
以上のように、様々な原料で製造された航空バイオ燃料が有り得るため、使用されるバイオマスの種類により、化石燃料を原料とした航空燃料から、航空バイオ燃料に切り替えた場合に、削減できる二酸化炭素の排出量には幅が有る。それでも、どのバイオマスを原料に製造したかにもよるとは言え、化石燃料を原料としたジェット燃料と比較して、二酸化炭素排出量を、少ない見積もりで20％程度削減、多い見積もりでは98％削減できるとされる。なお、二酸化炭素排出量が減らせるため、燃料消費量の割に距離を飛べない古い航空機でも、長く使えるという考え方も存在する。

## 持続可能な航空燃料
航空バイオ燃料の中で、一定の基準を満たせば、持続可能な航空燃料（SAF: Sustainable Aviation Fuel）として認証され得る。持続可能な航空燃料は、食糧、農作物、農地、自然林、天然水と競合せずに共存できる物とされる。持続可能な航空燃料と言えるかどうかの認証は、第三者機関によって行われる。国際航空運送協会（IATA）は、航空運送による環境への影響の中で、二酸化炭素排出量削減のための重要な要素の1つであると考えている。持続可能な航空燃料を使用すれば、航空輸送における二酸化炭素排出の大半の原因である、中距離・長距離飛行の脱炭素化に役立つ可能性が有る。2019年現在、IATAは2025年までに、持続可能な航空バイオ燃料 (SAF) の普及率2％を目指している。
なお、持続可能な航空燃料は合成燃料 (e-fuel)の代替にもできる。

## 歴史
2008年に従来型の化石燃料を原料としたジェット燃料と、航空バイオ燃料とを混合して用いる混合バイオ燃料を使用した最初の試験飛行が行われた。2011年には航空バイオ燃料を含む混合バイオ燃料が、商用飛行においては、航空バイオ燃料の混合率が50％まで許可された。